# Seaturns
 (février 2025).
Seaturns est une start-up française, de type Jeune entreprise innovante, fondée par l’ingénieur Vincent Tournerie le 15 décembre 2015. Elle développe une solution houlomotrice afin de produire de l’électricité verte ou de l’eau douce grâce à l’énergie des vagues. Son siège est situé à Bordeaux.
La solution : un assemblage de flotteurs placé en mer, permettrait de produire 200 kW d’électricité par flotteur,.

## Histoire
Seaturns est créée en 2015, start-up qui a pour but de développer une solution de récupération d’énergie à l’aide de la houle, viable technologiquement et économiquement.
L'analyse des solutions houlomotrices existantes met en évidence un manque de compétitivité économique, constituant un frein à leur développement. Ce constat est renforcé par les contraintes spécifiques du milieu maritime, telles que l’exposition au sel, l’instabilité des conditions et les exigences en termes de maintenance, qui entraînent des coûts élevés. De plus, les interventions en mer sont nettement plus complexes et coûteuses que celles effectuées à terre, en raison des conditions météorologiques imprévisibles et de l’accessibilité limitée des équipements,.
La start-up est incubée chez Unitec via l’accélérateur UpGrade Nouvelle-Aquitaine.
La première idée de l'entreprise consiste à utiliser des flotteurs en tissu, mais ce dispositif manque de robustesse face aux contraintes maritimes.
En 2017, après 2 ans de recherches, la start-up dispose d’une première solution viable,. Un dispositif efficace doit être à la fois résistant et simple. Cette réflexion amène à concevoir un flotteur arrondi, ancré au fond marin, une solution plus simple et légère que les alternatives existantes. Des essais en bassin à houle, à l’échelle 1:20, à l’École Centrale de Nantes, permettent de tester cette solution,. Par la suite, d’autres tests ont été réalisés à l’université d'Aalborg, l’université de Porto et l’université de Santander. Des simulations numériques sont aussi réalisées par INNOSEA pour en apprendre plus sur le comportement de cette solution et l’optimiser.
Un premier brevet est déposé en mai 2018, sur le système d’ancrage du dispositif,.
En janvier 2020, la start-up est une des co-gagnantes des Trophées Innovation Océan. À la même période, elle est nommée pour le Trophée de l'environnement dans le cadre des Trophées de l'avenir d'Europe 1.
En juillet 2023, Seaturns est lauréate du prix I-Nov. Cela lui permet de recevoir des subventions de la BPI dans le cadre de France 2030 et de l’Union Européenne dans le cadre du plan France Relance,.

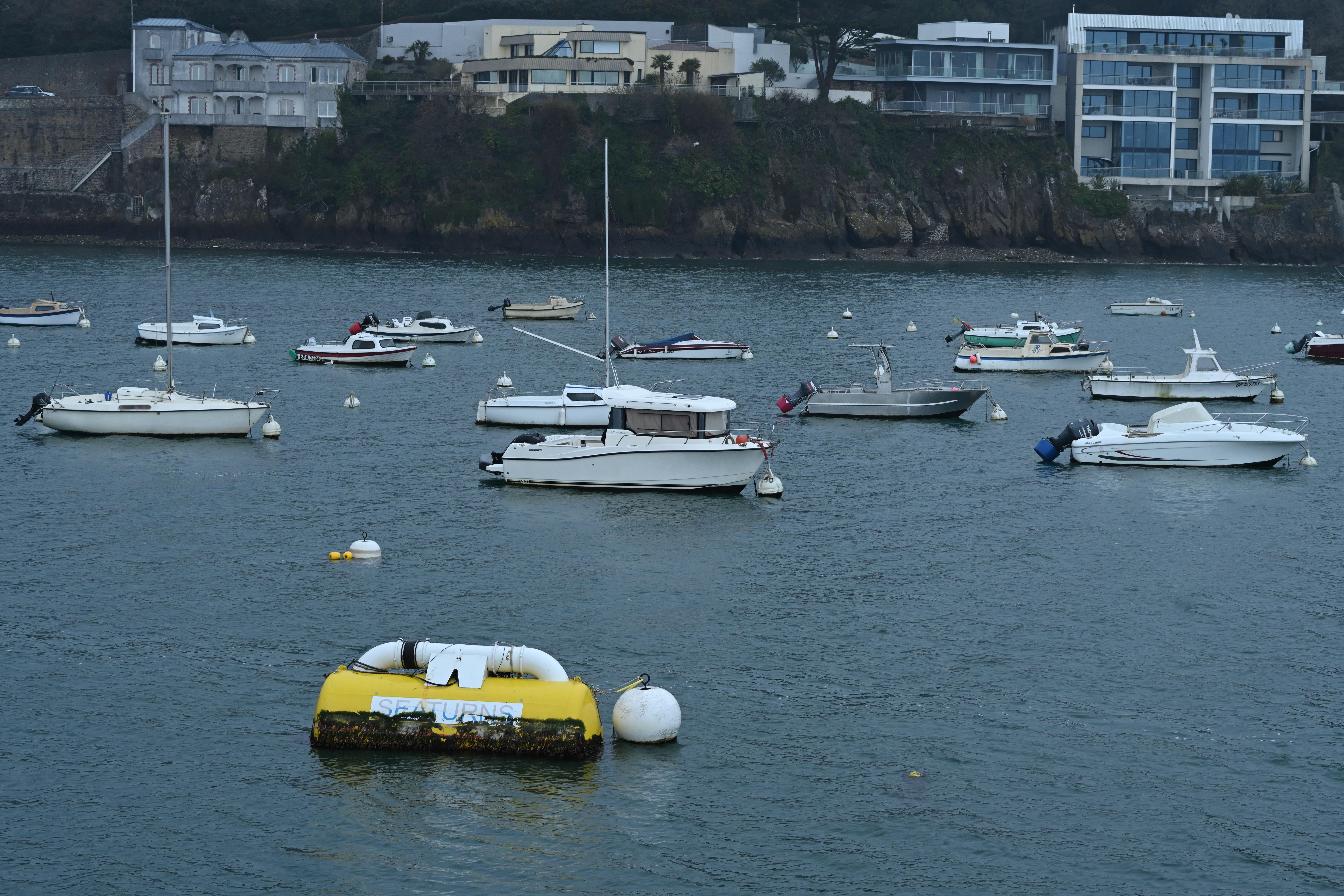
Prototype du flotteur Seaturns à Brest en 2025

Fin 2023, en partenariat avec l’Ifremer, un prototype taille 1:4 est installé en mer à avec l’appui de l’Ifremer sur son site d’essais de Sainte-Anne du Portzic en rade de Brest d’octobre 2023 à février 2025 et copiloté avec la Fondation Open-C, gestionnaire des sites d’essais français pour les énergies marines renouvelables. Le dispositif est placé à 40 mètres de la côte. Ce test permet de valider le prototype en condition réelle, avec des vagues irrégulières et de tester la robustesse du dispositif. Durant cette période, le prototype a résisté à la tempête Ciaran,.
Le 23 décembre 2023, l’entreprise Team for the Planet investit 800 000 € dans Seaturns pour 20% du capital,.
Un premier flotteur en taille réelle sera testé à l’été 2025 sur le site d'essai du SEM-REV (Centrale Nantes/CNRS, opéré par la fondation Open-C depuis 2023) au large du Croisic.
Initialement prévue pour 2025, la première commercialisation est reportée à 2026 en BtoB.

## Concept technologique
Selon le conseil mondial de l’énergie, les solutions houlomotrices pourraient produire 10%  de la demande mondiale en électricité.
Lors de l’optimisation de la solution, l’INNOSEA décrit l’objectif de celle-ci en 5 points:
- Minimiser le coût actualisé de l’énergie (LCOE) ;
- Garantir un haut niveau de fiabilité et de résistance pour faire face aux conditions de mer  extrêmes ;
- Capturer efficacement différents types de houle ;
- Faciliter les opérations d’installation et de maintenance en mer ;
- Réduire au maximum le coût et la fréquence des interventions de maintenance.

En combinant simplicité mécanique, faible impact environnemental et adaptabilité aux différentes conditions de houle, Seaturns propose une alternative compétitive aux technologies houlomotrices existantes. Avec son approche modulaire et sa double fonctionnalité, ce concept se positionne comme une solution prometteuse pour la production d’énergie renouvelable en milieu maritime. Il est par exemple adaptable au large,.
Selon l’entreprise, l’énergie contenue dans une vague peut être comparée à une voiture atteignant une vitesse de 100 km/h, et ce, toutes les cinq secondes,.
Seaturns conçoit une solution innovante exploitant l’énergie des vagues grâce à un flotteur cylindrique ancré au fond marin. L’action de la houle entraîne une rotation autour de son axe longitudinal, générant un mouvement exploitable pour la production d’électricité ou le pompage d’eau destiné au dessalement. Contrairement aux systèmes classiques qui reposent principalement sur un déplacement vertical, cette technologie mise sur une oscillation maîtrisée, optimisée par un ancrage spécifique garantissant un alignement optimal avec la direction des vagues. Le flotteur cylindrique placé parallèle à la ligne des vagues est mis en tangage par les vagues et le système d’ancrage,. Le système d’ancrage permet d’associer le mouvement de cavalement et le mouvement de tangage afin que le flotteur puisse fonctionner sur tout type de houle.
Le flotteur est structuré pour optimiser la conversion énergétique. Son intérieur est divisé en deux sections : 
- un compartiment inférieur où se trouve un pendule d’eau douce ;
- un compartiment supérieur rempli d’air.

Lorsque l’ensemble oscille sous l’effet des vagues, l’eau interne 80 t se déplace, provoquant un flux d’air entre les deux parties. Ce courant d’air, qui est alternativement en surpression ou en dépression, actionne une turbine reliée à une génératrice, permettant ainsi la production d’électricité. Grâce à sa conception épurée, où seule la turbine est en mouvement, ce système se distingue par sa robustesse face aux contraintes du milieu marin, limitant les besoins de maintenance et prolongeant sa durée de vie,.
Un des principaux avantages de cette technologie réside dans sa flexibilité. Chaque unité peut produire jusqu’à 200 kW, mais il est possible d’en associer plusieurs afin d’augmenter la capacité de production énergétique. Contrairement aux éoliennes, les flotteurs peuvent être les uns derrière les autres sans déstructurer la houle.
En parallèle, une variante du dispositif est dédiée au dessalement de l’eau de mer : l’énergie mécanique générée par la houle permettrait de comprimer l'air au-dessus de l’eau et d'envoyer cette eau vers des membranes d’osmose inverse, produisant ainsi de l’eau douce sans nécessiter d’alimentation électrique externe. La capacité serait d’après l’entreprise de 150 m3 d’eau dessalinisée par jour,.